# Eustrophus tomentosus
Eustrophus tomentosus is een keversoort uit de familie winterkevers (Tetratomidae). De wetenschappelijke naam van de soort werd in 1827 gepubliceerd door Thomas Say.